# 江姐 (歌剧)
江姐是中華人民共和國一部以江竹筠為原型的歌劇。

## 历史
首演於1964年。歌劇的故事根據閻肅的小說《紅岩》改編，羊鳴、姜春陽、金砂等人作曲。《紅梅讚》是江姐的主題曲。故事講述的是中國共產黨地下黨員江雪琴（江姐）在中國人民解放軍攻佔重慶前夕被中華民國政府處決。